# Вторая Чуйская Волость
Вторая Чуйская Волость (Кёбёкский оток, Вторая тау-телеутская волость, Алтаннорский Урянхай) — теленгитское государственное образование - оток с ограниченным суверенитетом, существовавший на территории современного Кош-Агачского района Республики Алтай. С момента основания оток находился в зависимости от России (с 1721 — Российской империи) и Джунгарии (с 1757 — Цинской империи), вследствие чего местных жителей называли «алтайцами-двоеданцами». При такой зависимости ни Россия, ни Китай не участвовали во внутренней политике государства.

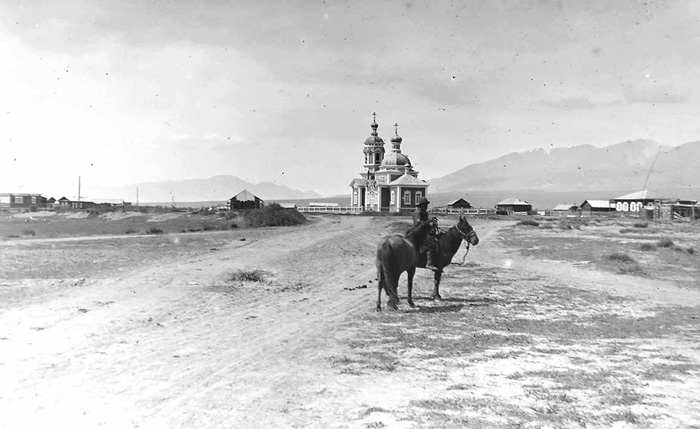
Петропавловская Церковь в Кош-Агаче (1911)

## История

### Двоеданство
В ходе Третьей ойратско-маньчжурской войны на территорию Горного Алтая также стали нападать цинские воины. Не сумев защититься, большая часть алтайцев приняла подданство России, тем временем князь Второй Чуйской Волости Ярынак младший Кёбёгёшев и князь Телебек (зайсан Первой Чуйской Волости) начали платить дань Китаю. За это император официально признал власть Тёлёсов в первом отоке, а Ак-Кёбёков во втором, присудив каждому из двух князей титул «Ухерида», который был равен чиновнику третьего уровня.
В пользу Империи Цин чуйские теленгиты платили ежегодные подати. В 1757 году во Вторую Чуйскую Волость впервые прибыли восемь цинских послов, которые собрали ясак из расчёта по одному соболю с человека. Позже размер податей стал таким: «2 шкурки соболя или 4 шкурки лисы, или 80 шкурок белки с каждого взрослого мужчины ежегодно». Конечно, от уплаты алмана освобождались дети и старики.
Чуйские теленгиты для Российской Империи обязаны были выплачивать ясак, а также охранять имущество путешественников, которые изучали их регион, в редких случаях предоставлять русским чиновникам лошадей. Других обязанностей по отношению к России двоеданцы не имели.
Также Российская Империя никогда не вмешивалась в управления Кёбёксим отоком, что было зафиксировано в «Уставе об управлении инородцами» 1822 года. Из-за этого князья Второй Чуйской Волости всегда имели большой авторитет среди зайсанов алтайских дючин и верноподданных России алтайцев.

### Вхождение в состав Российской Империи
Переломным моментов в истории Второй Чуйской Волости становится визит в Кош-Агач томского губернатора Германа Густавовича Лерхе, который состоялся летом 1864 года. Губернатор агитировал местных жителей о вхождении в состав России. И уже 12 января (24 января) 1865 года Вторая Чуйская Волость во главе с князем Чычканом Тёсёгёшевым входит в состав Российской Империи (в Бийский уезд Томской губернии).

### Упразднение волости
Согласно Журналу ОПТГУ № 1164 от 14.06.1913 года, Вторая Чуйская Волость была разделена на Кош-Агачскую волость и Киргизскую (казахскую) волость. Расформирование также коснулось семи алтайских дючин и Первой Чуйской Волости.

## География
Василий Радлов писал, что теленгитские кочевья начинались выше места впадения в Чую реки Йодро. Большое число двоеданцев кочевало на территории Курайской степи. В Чуйской степи кочевали в северо-западной её части.

### Граница
Границей между двоеданцами и тувинцами служили, как писал Пётр Александрович Чихачёв, грубо набросанная груда камней, черепа и рога диких баранов. Все пограничные сторожевые посты заняты солдатами-монголами, у которых было единственное оружие - лук и стрелы, и только у некоторых были ружья грубой работы.

## Государственное устройство

### Административно-территориальное деление
Оток делился на арманы, во главе которых стояли демичи.
В 1897 году во Второй Чуйской Волости было 4 демичи из следующих родов: Моол, Кыпчак, Ак-Кёбёк и Сагал.

### Государственные должности
Система чиновников в Кёбёксом отоке выглядела так:
- Зайсан или Князь — Представитель рода Ак-Кёбёк, власть которому передавалась от отца. С 1757 года начали носить титул «Ухерида». Указом Екатерины Великой в 1763 году зайсаны были приравнены к чину майора, а также они были освобождены от уплаты налогов[31].

Как отмечалось ранее, ни Россия, ни Китай не вмешивались во внутреннюю политику волости, тем самым сохранив ей ограниченный суверенитет. Это давало практически неограниченную власть князю внутри Второй Чуйской Волости. Он отвечал за отправку ясака в Россию и Китай, а также выполнял обязанности судьи. Всю территория отока была в собственности зайсана, даже после вхождения в состав России.
В подчинении у князя был слуга — кодечи, который обязан был следовать везде за зайсаном.
- Демичи — Ответственный одного из административных участков волости.

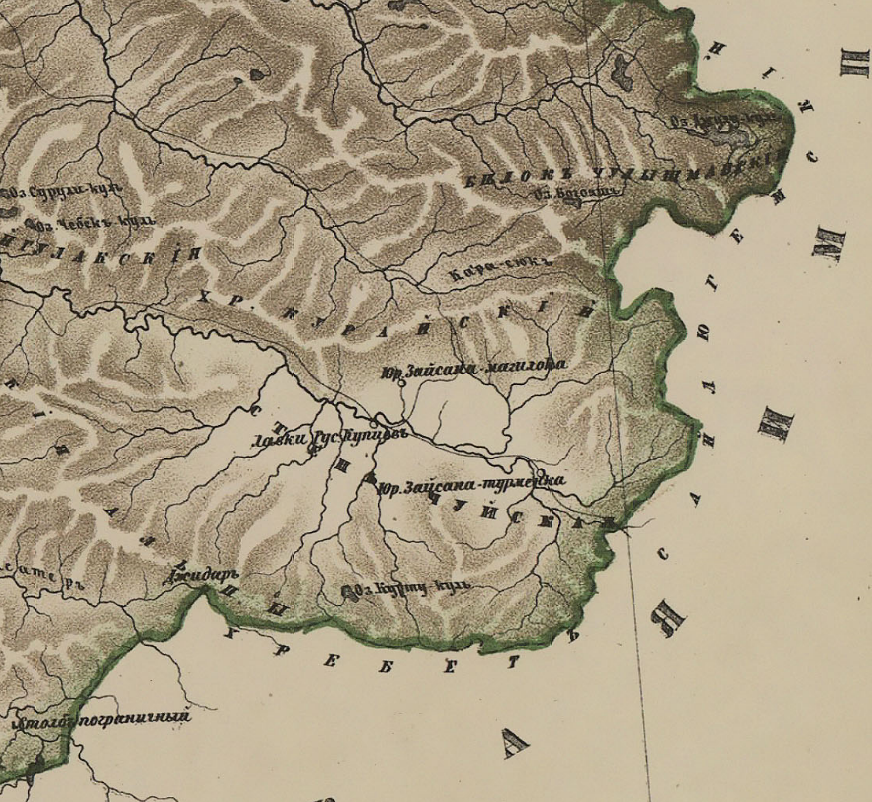
Чуйская степь, Курайский хребет и лавки русских купцов.

- Бошко
- Кюнди[30] — Полицейский.

## Население

### Численность
В 1826 году во Вторую Чуйскую Волость приезжает Александр Бунге, и он отмечает, что численность местного населения равна двум тысячам человек. Василий Радлов, побывавший у двоеданцев в шестидесятые годы XIX века, говорил, что их насчитывается от двух до трех тысяч человек. Алтайская духовная миссия учитывала две тысячи чуйских теленгитов. Статистического учёта численности населения во Второй Чуйской Волости до конца XIX века никто не вел. К концу XIX века численность составляла 1645 человек (конец XIX века).

### Самоназвание
Местные жители называют себя «Чуй-улус», так как они проживали в долине реки Чуи.

## Экономика

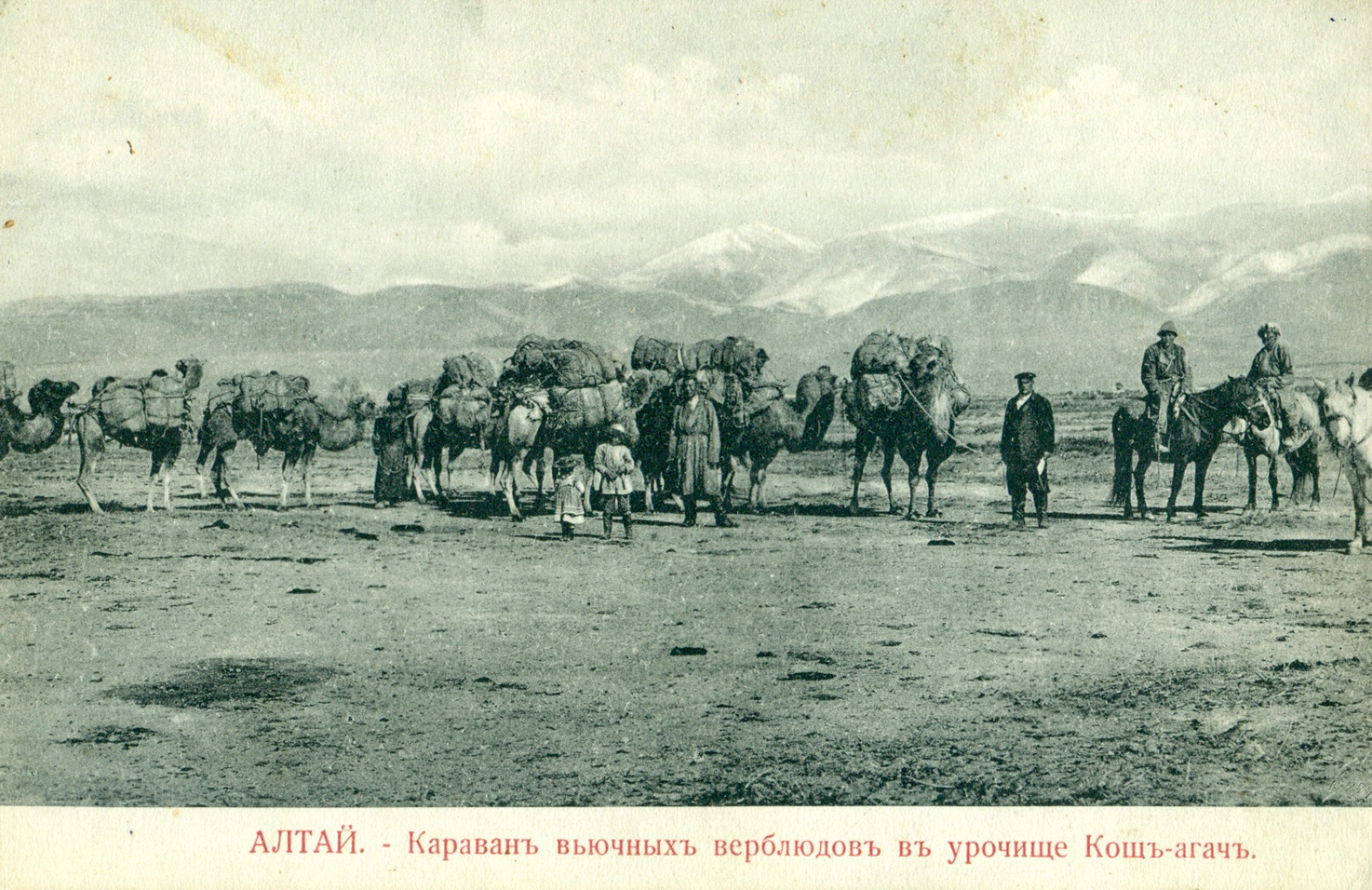
Открытка «Алтай. — Караван вьючных верблюдов в урочище Кош-Агач»

### Животноводство
Из-за того, что чуйские теленгиты проживали на границе с Китаем, то он имел огромное влияние на многие сферы жизни их отока, например, животноводства. Кроме традиционного для алтайцев разведения, баранов, коз, коров и лошадей местные жители разводили ещё и яков, которых русские называли «китайскими коровами».

## Культура

### Музыка
В Кёбёкском отоке популярностью пользовались как обычные певцы (алт. кожоҥчы), так и исполнители горлового пения (алт. кайчы).